# Stone Creek (Ohio)
Pour les articles homonymes, voir Stone Creek.
Stone Creek est un village américain situé dans le comté de Tuscarawas, dans l'Ohio. Selon le recensement de 2010, sa population est de 177 habitants.